# Bisdom Moundou

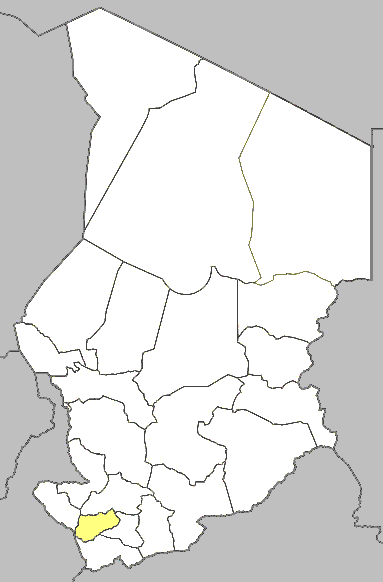
Kaart met in geel de ligging van het bisdom Moundou binnen Tsjaad

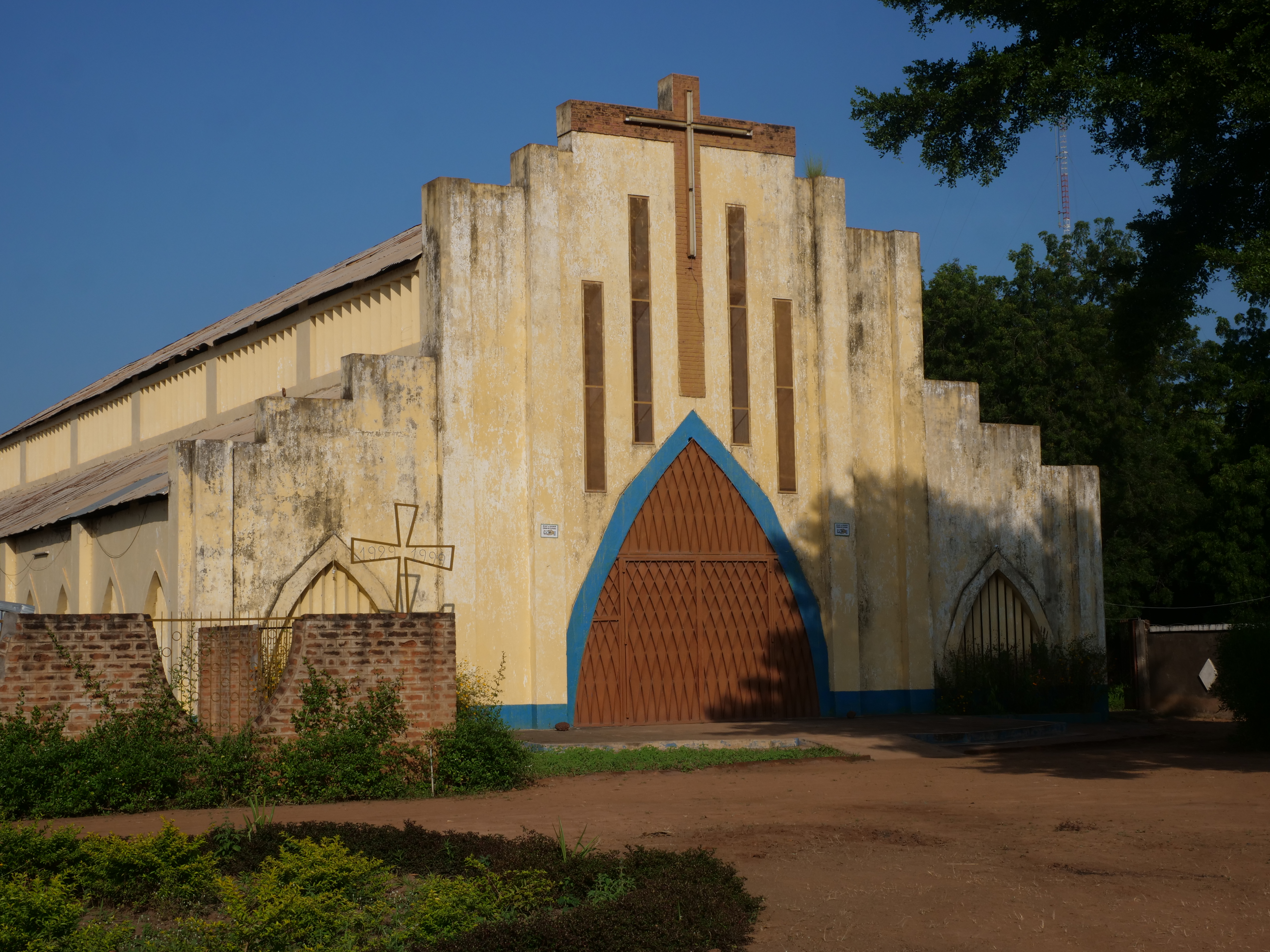
Cathédrale du Sacré Coeur in Moundou

Het bisdom Moundou (Latijn: Dioecesis Munduensis) is een van de zeven rooms-katholieke bisdommen van de kerkprovincie in Tsjaad en is suffragaan aan het aartsbisdom N'Djaména. Het bisdom met zetel in Moundou heeft een oppervlakte van 8.692 km².
Het bisdom telde in 2004 182.895 katholieken, wat zo'n 34,3% van de totale bevolking van 533.089 was, en bestond uit 12 parochies. In 2019 waren dat ongeveer 245.000 katholieken (26,6% van de bevolking) verdeeld over 15 parochies.
De huidige bisschop van Moundou is Joachim Kouraleyo Tarounga.

## Geschiedenis
- 17 mei 1951: Oprichting als apostolische prefectuur Moundou uit delen van het apostolische prefectuur Garoua en het apostolische prefectuur Fort-Lamy
- 19 februari 1959: Promotie tot bisdom Moundou
- 6 maart 1989: Gebied verloren na oprichting bisdom Doba
- 28 november 1998: Gebied verloren na oprichting bisdom Goré en bisdom Lai

## Speciale kerken
De kathedraal van het bisdom Moundou is de Cathédrale du Sacré Coeur in Moundou.

## Leiderschap
- Apostolisch prefect van Moundou
  - Clément Sirgue (1952 – 1959)
- Bisschop van Moundou
  - Bisschop Samuel-Louis-Marie-Antoine Gaumain (19 december 1959 – 19 december 1974)
  - Bisschop Joseph Marie Régis Belzile (19 december 1974 – 9 maart 1985)
  - Bisschop Gabriel (Régis) Balet (9 maart 1985 – 18 september 1989)
  - Bisschop Matthias N'Gartéri Mayadi (11 juni 1990 – 31 juli 2003, later aartsbisschop)
    - Bisschop Michele Russo (apostolisch administrator 7 december 2003 – 3 juni 2004)

  - Bisschop Joachim Kouraleyo Tarounga (sinds 3 juni 2004)